# عامر محمد
عامر محمد (عربی: عامر محمد؛ زادهٔ ۱۴ فوریهٔ ۱۹۸۷) بازیکن فوتبال اهل مصر است.
از باشگاه‌هایی که در آن بازی کرده‌است می‌توان به باشگاه فوتبال الانتاج الحربی اشاره کرد.
وی همچنین در تیم ملی فوتبال مصر بازی کرده‌است.